# Río Berenguela
Der Río Berenguela  ist ein endorheischer Fluss im südamerikanischen Anden-Hochland des südamerikanischen Binnenstaates Bolivien.
Der Río Berenguela hat eine Gesamtlänge von 37 km. Der Fluss entspringt in der Provinz José Manuel Pando unterhalb der Ortschaft Berenguela in einer Höhe von 4174 m und fließt in südlicher Richtung durch den Landkreis (bolivianisch: Municipio) Charaña in der Provinz Pacajes. In einer Höhe von 3960 m mündet der Berenguela in den Río Mauri, der aus Peru kommend durch den westlichen Teil des Departamento La Paz fließt und bei der Ortschaft Calacoto in den Río Desaguadero mündet.